# Diócesis de Lugano
La diócesis de Lugano (en latín: Dioecesis Luganen(sis) y en italiano: Diocesi di Lugano) es una circunscripción eclesiástica latina de la Iglesia católica en Suiza, inmediatamente sujeta a la Santa Sede. La diócesis está en Sede vacante desde el 11 de octubre de 2022.

## Territorio y organización
La diócesis tiene 2821 km² y extiende su jurisdicción sobre los fieles católicos de rito latino residentes en el cantón del Tesino.
La sede de la diócesis se encuentra en la ciudad de Lugano, en donde se halla la Catedral de San Lorenzo.
En la diócesis están en uso dos ritos litúrgicos: el romano y el ambrosiano. Este último en los valles superiores, precisamente llamados ambrosianos, en Capriasca y en Brissago.
La diócesis tiene como patrono principal a san Carlos Borromeo, arzobispo de Milán, y como patrono secundario a san Abundio, obispo de Como.
En 2019 en la diócesis existían 255 parroquias agrupadas en 6 vicariatos: Bellinzonese, Locarnese, Luganese, Malcantone y Vedeggio, Mendrisiotto y Tre Valli.
En la convención del 24 de julio de 1968, artículo 1, parágrafo 3, están definidas las reglas para la sucesión de la cátedra de san Lorenzo: Il Vescovo di Lugano sarà nominato dalla Santa Sede e scelto tra i sacerdoti cittadini ticinesi.

## Historia
Las tierras del Tesino fueron regidas hasta finales del siglo XIX en parte por la diócesis de Como y en parte por la arquidiócesis de Milán. Con la independencia del cantón, adquirida en 1803, se fortaleció el deseo de la población católica tesinesa de obtener su propia diócesis.
Con el convenio del 1 de septiembre de 1884 entre la Santa Sede y la Confederación Suiza hubo una primera separación de las parroquias del cantón del Tesino. Se nombró un administrador apostólico en la persona del exobispo de Basilea Eugenio Lachat, que llegó a Tesino el 10 de agosto de 1885 y murió sólo un año después, el 1 de noviembre. Su sucesor fue Vincenzo Molo, quien gobernó la diócesis de 1887 a 1904.
El 7 de septiembre de 1888 el papa León XIII erigió la diócesis de Lugano con la bula Ad universam, con la que la colegiata de San Lorenzo de Lugano fue elevada al título de catedral. Estaba formalmente unida a perpetuidad aeque principaliter a la diócesis de Basilea, pero gobernada por un administrador apostólico, designado por la Santa Sede. Con este título siguieron Alfredo Peri-Morosini (1904-1916), Aurelio Bacciarini (1917-1935), Angelo Jelmini (1936-1968) y Giuseppe Martinoli (1968-1978).
El 8 de marzo de 1971, tras el acuerdo del 24 de julio de 1968 entre la Santa Sede y la Confederación Helvética, la administración apostólica del cantón del Tesino se separó de la diócesis de Basilea y se convirtió en diócesis independiente en virtud de la bula Paroecialis et Collegialis de papa Pablo VI y el administrador apostólico Giuseppe Martinoli se convirtió en el primer obispo de Lugano. De 1978 a 1986 Ernesto Togni fue obispo de Lugano, sucedido en 1986 por Eugenio Corecco, bajo cuyo episcopado se instituyó el Instituto Académico de Teología de Lugano, que se convirtió por decreto de la Congregación para la Educación Católica del 20 de noviembre de 1993 en facultad de teología.

## Estadísticas
De acuerdo con el Anuario Pontificio 2020 la diócesis tenía a fines de 2019 un total de 247 800 fieles bautizados.
| Año                                                                             | Población            | Población | Población      | Sacerdotes | Sacerdotes    | Sacerdotes    | Bautizados por sacerdote | Diáconos permanentes | Religiosos | Religiosos | Parroquias |
| Año                                                                             | Bautizados católicos | Total     | % de católicos | Total      | Clero secular | Clero regular | Bautizados por sacerdote | Diáconos permanentes | Varones    | Mujeres    | Parroquias |
| ------------------------------------------------------------------------------- | -------------------- | --------- | -------------- | ---------- | ------------- | ------------- | ------------------------ | -------------------- | ---------- | ---------- | ---------- |
| 1970                                                                            | 220 000              | 240 431   | 91.5           | 366        | 269           | 97            | 601                      |                      | 97         | 1140       | 252        |
| 1980                                                                            | 220 313              | 273 300   | 80.6           | 346        | 232           | 114           | 636                      |                      | 137        | 1043       | 251        |
| 1990                                                                            | 240 000              | 275 000   | 87.3           | 314        | 219           | 95            | 764                      | 1                    | 114        | 833        | 253        |
| 1999                                                                            | 235 669              | 282 181   | 83.5           | 293        | 213           | 80            | 804                      | 5                    | 99         | 611        | 256        |
| 2000                                                                            | 235 669              | 282 181   | 83.5           | 295        | 217           | 78            | 798                      | 5                    | 95         | 599        | 256        |
| 2001                                                                            | 235 669              | 282 181   | 83.5           | 291        | 217           | 74            | 809                      | 5                    | 90         | 574        | 256        |
| 2002                                                                            | 235 669              | 282 181   | 83.5           | 288        | 213           | 75            | 818                      | 5                    | 90         | 544        | 256        |
| 2003                                                                            | 233 017              | 306 846   | 75.9           | 285        | 217           | 68            | 817                      | 5                    | 82         | 519        | 256        |
| 2004                                                                            | 233 017              | 306 846   | 75.9           | 279        | 212           | 67            | 835                      | 5                    | 79         | 500        | 256        |
| 2013                                                                            | 256 000              | 336 943   | 76.0           | 253        | 202           | 51            | 1011                     | 6                    | 58         | 354        | 255        |
| 2016                                                                            | 242 900              | 346 539   | 70.1           | 241        | 195           | 46            | 1007                     | 6                    | 53         | 318        | 255        |
| 2017                                                                            | 246 400              | 351 946   | 70.0           | 236        | 192           | 44            | 1044                     | 6                    | 50         | 277        | 255        |
| 2019                                                                            | 247 800              | 353 920   | 70.0           | 233        | 192           | 41            | 1063                     | 6                    | 49         | 256        | 255        |
| Fuente: Catholic-Hierarchy, que a su vez toma los datos del Anuario Pontificio. |                      |           |                |            |               |               |                          |                      |            |            |            |

## Episcopologio

### Administradores apostólicos del cantón del Tesino
- Eugenio Lachat, C.PP.S. † (18 de diciembre de 1884[5] -1 de noviembre de 1886 falleció)
- Vincenzo Molo † (20 de septiembre de 1887-15 de marzo de 1904 falleció)
- Alfredo Peri-Morosini † (28 de marzo de 1904-29 de diciembre de 1916 renunció)
- Stefano Aurelio Bacciarini † (12 de enero de 1917-27 de junio de 1935 falleció)
- Angelo Giuseppe Jelmini † (16 de diciembre de 1935-24 de junio de 1968 falleció)
- Giuseppe Martinoli † (30 de julio de 1968-8 de marzo de 1971 nombrado obispo de Lugano)

### Obispos de Lugano
- Giuseppe Martinoli † (8 de marzo de 1971-15 de julio de 1978 retirado)
- Ernesto Togni (15 de julio de 1978-21 de junio de 1985 renunció)
- Eugenio Corecco † (5 de junio de 1986-1 de marzo de 1995 falleció)
- Giuseppe Torti † (9 de junio de 1995-18 de diciembre de 2003 retirado)
- Pier Giacomo Grampa (18 de diciembre de 2003-4 de noviembre de 2013 retirado)
- Valerio Lazzeri, (4 de noviembre de 2013-11 de octubre de2022 retirado)